# Terra Indígena Araribóia
Terra Indígena Araribóia (ou TI Araribóia, também grafada Arariboia) é uma terra indígena e reserva natural brasileira localizada no estado brasileiro do Maranhão.
Em 2007, os povos tradicionais, incluindo os indígenas, foram reconhecidas pelo Governo do Brasil, através da Política Nacional de Desenvolvimento Sustentável dos Povos e Comunidades Tradicionais (PNPCT), que tem o modo de vida ligado aos recursos naturais e ao meio ambiente de forma harmônica, além do uso comunitário da terra. Assim a constituição brasileira garante aos indígenas o direito a sua terra tradicional e o direito de proteção por parte do governo do Brasil. A região foi demarcada em 1982 com uma área de 413 mil hectares, foi designada Terra Indígena em 1996. A população indígena aumentou de 3 292 em 1994 para 5 317 em 2010, chegando a mais de 10 mil pessoas em 2022. Essas pessoas pertencem à etnia Guajajára, Awá-Guajá e alguns povos Awá isolados. Na reserva autônoma, o estado é representado pelas autoridades FUNAI e SESAI (Autoridade de Saúde da População Indígena).
Esta TI sofre com vários problemas sociais e ambiembtais, como: tráfico de drogas, criação de gado, assassinato dos residentes e, exploração madeireira.

## Distribuição municipal
A Terra Indígena Araribóia abrange quatro municípios do estado brasileiro do Maranhão:
| Município            | Área municipal (ha) | Área da TI (ha) | %     |
| -------------------- | ------------------- | --------------- | ----- |
| Amarante do Maranhão | 743.821,70          | 344.494,46      | 83,35 |
| Arame                | 297.603,90          | 30.066,71       | 7,27  |
| Bom Jesus das Selvas | 267.907,40          | 12.147,09       | 2,94  |
| Buriticupu           | 254.544,10          | 23.252,09       | 5,63  |

## Bioma
A maior parte da reserva (44,6 %) é coberta por densa floresta tropical, outros 27,7 % de floresta tropical sazonal (decidual) e 24,68 % de formações pioneiras (plantas pioneiras). Outros 3,02 % ocorrem em uma área de contato entre a savana e a floresta tropical sazonal. Uma área de transição do cerrado para a floresta, vulnerável a incêndios.
Na área ocorre a mineração de alumínio (Vicenza Mineração e Participações S.A.).

## Ameaças
Os incêndios florestais e a exploração madeireira ilegal, além da especulação fundiária através dos posseiros e arrendatários, com mortes entre a população indígena, representam uma ameaça contínua à reserva. Vítimas conhecidas foram o cacique Jorginho Guajajara, em 2018, e o ativista ambiental Paulo Paulino Guajajara, em 2019.
Uma área de transição de vegetação vulnerável a incêndios. De acordo com o projeto Monitoramento da Floresta Amazônica Brasileira por Satélite (PRODES) do Instituto Nacional de Pesquisas Espaciais (INPE), esta área sofreu desmatamento de 25 356 hectares até o ano 2023. De acordo com o Sistema de Alerta de Desmatamento em Terras Indígenas com Registros de Povos Isolados (Sirad-I), no ano de 2023 as áreas das TI Araribóia, Alto Turiaçu e Caru sofreram aproximadamente de 30% do desmatamento nas áreas monitoradas pelo sistema. Neste mesmo ano, essa atividade ilegal em Araribóia foi denunciada pela Coordenação das Organizações e Articulações dos Povos Indígenas do Maranhão (Coapima) e pelos Guardiões da Floresta à Comissão Interamericana de Direitos Humanos (CIDH).
Ainda em 2023, nesta TI e nos municípios no entorno ocorreu a ação ARARIBÓIA LIVRE, com objetivo de reprimir crimes ambientais e o tráfico de drogas. Uma operação conjunta da Polícia Federal, Instituto Brasileiro do Meio Ambiente e dos Recursos Renováveis (IBAMA), Fundação Nacional dos Povos Indígenas (FUNAI), Polícia Militar do Estado do Maranhão, Corpo de Bombeiros Militar do Maranhão, Batalhão de Polícia Ambiental e, Instituto Chico Mendes de Conservação da Biodiversidade (ICMBio).
Outro problema que a TI enfrenta é a criação de gado ilegal. A legislação d Brasil proíbe realizar a pecuária comercial nestas áreas. E segundo a Mongabay, grandes áreas na Arariboia foram usadas para a "criação de gado em larga escala". Além disso, obras de infraestrutura pressionam a área, sendo linhões de energia e a rodovia BR-222.

## Organizações
Nesta área atuam as seguintes organizações:
- Articulação das Mulheres Indígenas do Maranhão (Amima);[1]
- Associação Comunitária Indígena da Aldeia Novo Zutiwa;[1]
- Associação da Casa de Cultura e Artesanal das Mulheres Indígenas da Aldeia Zutiua (ASCCAMIAZ);[1]
- Associação de Pais e Mestres Tentenhar Ka'apor (APMK);[1]
- Associação de Saúde das Comunidades Indígenas do Município de Arame (ASCIA);[1]
- Associação Indígena Aldeia Logoa do Manezinho (AIALM);[1]
- Coordenação da Comissão dos Caciques e Lideranças Indígenas da Terra Indígena Araribóia (CCOCALITIA);[1]
- Coordenação das Organizações e Articulações dos Povos Indígenas do Maranhão (COAPIMA);[1]
- Mulheres Guardiãs Ma'eywa;[1]
- Secretaria de Missões da Assembleia de Deus em Imperatriz (SEMADI);[1]
- Sociedade Internacional de Linguística (SIL);[1]
- Igreja Presbiteriana Independente;[1]
- Junta de Missões Nacionais.[1]